# Ucrania de los Cárpatos
Ucrania de los Cárpatos (en ucraniano: Карпа́тська Украї́на; romanización: Karpats’ka Ukrayina; AFI: [kɐrˈpɑtsʲkɐ ʊkrɐˈjinɐ]) fue un Estado con reconocimiento limitado que existió entre los años 1938 y 1939. Antes de independizarse formó parte de la Segunda República Checoslovaca como una de sus 5 entidades administrativas, conocida entonces como Rutenia Subcarpática. Su forma de gobierno fue la república semipresidencial, con la separación del poder entre el ejecutivo, legislativo y judicial administrados estos por el Soim, el órgano legislativo del Estado. El idioma oficial fue el idioma ucraniano y la religión predominante fue el cristianismo ortodoxo y católico.
Tras la invasión del Reino de Hungría, la región fue ocupada y anexada en primavera de 1939. Aunque el Estado dejó de existir, tras la Segunda Guerra Mundial la región fue incorporada dentro de la RSS de Ucrania en 1945. 

## Historia

### Autonomía política
Poco después de la implementación del Acuerdo de Munich, firmado el 30 de septiembre de 1938, por el cual Checoslovaquia perdió gran parte de su región fronteriza ante la Alemania nazi, se iniciaron una serie de reformas políticas que llevaron a la creación de la Segunda República Checoslovaca, que consta de tres gobiernos autónomos.
Esa propuesta abrió un nuevo debate político. El 22 de noviembre de 1938, las autoridades de la Segunda República Checoslovaca decidieron adoptar la Ley Constitucional sobre la Autonomía de la Rus subcarpática, reafirmando oficialmente los derechos de autodeterminación del pueblo Rusyn, y también confirmando la plena autonomía administrativa y política de la Rus subcarpática, con su propia asamblea y gobierno. Tal terminología fue vista como una demostración de apoyo estatal a la fracción pro-Rusyn, y el 30 de diciembre de 1938, el gobierno local respondió emitiendo un decreto provisional que proclamó el cambio de nombre regional a Ucrania de los Cárpatos. Eso llevó a la creación de una particular dualidad terminológica. En el sistema constitucional de la Segunda República Checoslovaca, la región continuó siendo conocida formalmente como la Rus subcarpática, mientras que las instituciones locales continuaron promoviendo el uso del término Ucrania de los Cárpatos.

### Crisis política
A fines de septiembre de 1938, Hungría estaba lista para movilizar entre 200 000 y 350 000 hombres en las fronteras checoslovacas en caso de que la cuestión checoslovaca no pudiera resolverse a nivel diplomático, a favor de las reivindicaciones territoriales húngaras. Después del Acuerdo de Múnich, el ejército húngaro se mantuvo amenazante en la frontera con Checoslovaquia. Según los informes, tenían munición de artillería para solo 36 horas de operaciones, y claramente estaban involucrados en un engaño, pero era un engaño que los alemanes habían alentado, y que se habrían visto obligados a apoyar militarmente si el mucho más grande, mejor entrenado y mejor. El ejército checoslovaco había construido 2000 pequeños emplazamientos de hormigón a lo largo de la frontera en lugares donde los ríos no servían como obstáculos naturales.
El ministro húngaro del interior, Miklós Kozma, nacido en Subcarpatia, ya mediados de 1938 su ministerio armó a la Rongyos Gárda ('Guardia Desigual'), que comenzó a infiltrarse en las guerrillas a lo largo de las fronteras del sur de Checoslovaquia; en Eslovaquia y Subcarpacia. La situación estaba ahora al borde de la guerra abierta, lo que podría incendiar toda Europa de nuevo. El apéndice del Acuerdo de Múnich concluyó que Checoslovaquia y Hungría debían arreglar sus disputas mediante negociaciones mutuas, que no pudieron lograr un acuerdo final, por lo que los gobiernos húngaro y checoslovaco aceptaron el Arbitraje germano-italiano de Viena ya que Francia y el Reino Unido rechazaron la participación de no hay interés. Esto condujo al Primer Premio de Viena.
El 2 de noviembre de 1938, esto falló en gran medida a favor de los húngaros y obligó al gobierno de Praga a ceder 11 833 km² de Eslovaquia y la Rutenia de los Cárpatos a Hungría. Esto no solo transfirió las casas de unos 590 000 húngaros a Hungría, sino también de 290 000 eslovacos y 37 000 rusos. Además, le costó a Eslovaquia su segunda ciudad más grande, Košice, y dejó a la capital, Bratislava, vulnerable a más presiones húngaras. Como consecuencia, el extremo eslovaco del ejército checoslovaco tuvo que ser reorganizado. Había perdido sus posiciones defensivas naturales en el río Danubio, casi todo el cinturón de fortificaciones a lo largo de la frontera húngara y varios depósitos importantes.
El 8 de noviembre de 1938, el Partido de Unidad Nacional Eslovaca recibió el 97,5 por ciento de los votos eslovacos y se instituyó un estado de partido único. La autonomía eslovaca fue formalizada por el parlamento de Praga el 19 de noviembre y, para simbolizar esta nueva asertividad eslovaca, el nombre del país se cambió a Checoslovaquia. Carpatho-Ucrania también recibió autonomía.
El Arbitraje de Viena no satisfizo completamente a nadie, y siguieron 22 enfrentamientos fronterizos entre el 2 de noviembre de 1938 y el 12 de enero de 1939, durante los cuales cinco checoslovacos murieron y seis resultaron heridos. La milicia nacional eslovaca Guardia Hlinka participó en estos enfrentamientos. La ineficacia del gobierno de Praga en la protección de sus intereses agitó aún más el nacionalismo eslovaco y ucraniano. El 6 de enero de 1939, las tropas checoslovacas ordenadas por el general Lev Prchala realizaron un ataque sorpresa en la ciudad de Munkács (ahora Mukacheve), en el que también participaron los Carpathian Sich, pero los Rongyos Gárda con la ayuda de la policía local los hicieron retroceder. Después de este incidente Döme Sztójay, el embajador húngaro en Berlín trasladó un mensaje al gobierno alemán en caso de ocupación alemana de las tierras checas y la declaración de independencia eslovaca Hungría ocupará el resto de los Cárpatos de Rutenia, independientemente de la aprobación alemana. El 11 de marzo, el embajador alemán en Budapest describió en la respuesta del gobierno alemán si Hungría mantendría y respetaría los contratos económicos con Alemania, respetaría los derechos de los alemanes locales y no perseguiría a los miembros del Gabinete de Volosin, entonces en caso de que la proclamación de una Cárpato-Ucrania independiente sería condescendiente con los planes húngaros.

### Declaración de independencia
El nacionalismo eslovaco y ucraniano se hizo más intenso. El 10 de marzo, la Guardia Hlinka y Volksdeutsche se manifestaron exigiendo la independencia de Checoslovaquia. [ cita requerida ] En la noche del 13 de marzo, el líder eslovaco Jozef Tiso y Ďurčanský se reunieron con Adolf Hitler, Joachim von Ribbentrop y los generales Walther von Brauchitsch y Wilhelm Keitel en Berlín.
Hitler lo dejó absolutamente claro: Eslovaquia podía declarar su independencia de inmediato y asociarse con el Reich, o permitiría que los húngaros tomaran el control del país, de quienes Ribbentrop informó que se estaban concentrando en la frontera. Durante la tarde y la noche del 14 de marzo, el parlamento eslovaco proclamó la independencia de Checoslovaquia, y a las 05:00 del 15 de marzo de 1939, Hitler declaró que los disturbios en Checoslovaquia eran una amenaza para la seguridad nacional alemana. Envió sus tropas a Bohemia y Moravia, sin encontrar virtualmente resistencia.
Tras la proclamación de la independencia de Eslovaquia el 14 de marzo y la toma de tierras checas por parte de los nazis el 15 de marzo, Cárpato-Ucrania declaró su independencia como República de Cárpato-Ucrania, con el reverendo Avgustyn Voloshyn como jefe de Estado. Voloshin ahora contaba con el apoyo de la población de Subcarpatia. La Primera Ley Constitucional de Carpatho-Ucrania del 15 de marzo de 1939 definió el nuevo país de la siguiente manera:
1. Carpatho-Ucrania es un estado independiente.
2. El nombre del estado es: Carpatho-Ucrania.
3. Carpatho-Ucrania es una república, encabezada por un presidente elegido por el Soim de Carpatho-Ucrania.
4. El idioma estatal de Carpatho-Ucrania es el idioma ucraniano.
5. Los colores de la bandera nacional de los Cárpatos-Ucrania son azul y amarillo, azul arriba y amarillo abajo.
6. El emblema del estado de Cárpato-Ucrania es el siguiente: un oso en un campo rojo en el lado siniestro, cuatro rayas azules y tres amarillas en el lado dexter, así como el tridente de San Volodymyr el Grande.
7. El himno nacional de Carpatho-Ucrania es "Ucrania no ha perecido".
8. Esta ley entra en vigor inmediatamente después de su promulgación.

El gobierno carpato-ucraniano proclamado estaba encabezado por el presidente Avgustyn Voloshyn, el primer ministro Julian Révaý, el ministro de Defensa Stepan Klochurak y el ministro del Interior Yuriy Perevuznyk. El jefe del Soim era Avhustyn Shtephan, sus adjuntos eran Fedir Révaý y Stepan Rosokha. La declaración de independencia de Eslovaquia hizo que la ley y el orden se derrumbaran inmediatamente. Los húngaros se habían enterado de que los alemanes no se opondrían a una toma húngara de Carpatho-Ucrania el mismo día.

### Ocupación húngara
El jefe del Estado Mayor General de Hungría, Henrik Werth, pedía al menos una semana para prepararse para la invasión, en cambio, el Consejo Real le dio solo 12 horas para ocupar los Cárpatos de Rutenia antes de la declaración de independencia de Eslovaquia. El responsable de la preparación para el asalto fue nombrado jefe de la guarnición de Munkacs, Lajos Béldi, quien comandaba la 1.ª Brigada de Montaña, mientras que el teniente general Ferenc Szombathelyi (comandante del 8.º Cuerpo en Kassa) fue puesto a cargo del Grupo de los Cárpatos como fuerza expedicionaria.
Las fuerzas húngaras disponibles consistían en un regimiento de infantería, dos regimientos de caballería, tres batallones de infantería en bicicleta, un batallón motorizado, dos batallones de guardias fronterizos, un batallón de artillería y dos trenes blindados. Estas fuerzas contaban para más de dos divisiones de la Segunda Guerra Mundial. Fueron apoyados por aviones de combate Fiat CR.32 que ascendían a un regimiento. Además de las unidades regulares, los húngaros también fueron ayudados por varias formaciones irregulares como Rongyos Gárda y los guardias de camisa negra de István Fenczik, quien ha sido acusado anteriormente como Magyaron por el gabinete Volosin.
Las unidades de la Guardia Fronteriza húngara estacionadas alrededor de Munkács, después de hacer retroceder a las unidades checoslovacas atacantes el 14 de marzo de 1939, avanzaron a su vez y tomaron la ciudad de Őrhegyalja (hoy Pidhoriany como parte de Mukachevo).
El 15 de marzo de 1939, las tropas regulares del ejército húngaro invadieron Cárpato-Ucrania y al anochecer llegaron a Szolyva. Las tropas irregulares cárpato-ucranianas, los Cárpatos Sich, sin apoyo adicional, fueron derrotadas rápidamente. La mayor batalla entre el ejército húngaro y varios cientos de soldados ucranianos (armados con ametralladoras ligeras, rifles, granadas de mano y pistolas) tuvo lugar cerca de Khust. Alrededor de 230 ucranianos murieron en la batalla.
La resistencia checoslovaca en Cárpato-Ucrania fue insignificante y las tropas húngaras que avanzaban no tuvieron que enfrentarse a una resistencia bien organizada y centralizada. El ejército húngaro también tuvo la ventaja del Primer Premio de Viena, que hizo posible que los húngaros tomaran posesión del área donde los checos construyeron sus fortificaciones permanentes contra Hungría.
El 16 de marzo de 1939, Hungría anexó formalmente el territorio. El primer ministro Yulian Révaý se había resistido a los húngaros hasta entonces. En la noche del 17 de marzo, las últimas tropas checoslovacas abandonaron Khust y se retiraron a las fronteras rumanas. Ellos y el presidente de un día de Carpatho-Ukraine, Voloshyn, huyeron a Rumania.
El Ejército Real Húngaro continuó su avance, avanzando a toda velocidad y llegó a la frontera polaca el 17 de marzo. Los miembros de Sich que venían de la provincia de Galicia como ciudadanos polacos fueron capturados por los húngaros y entregados a los soldados polacos por cruzar ilegalmente la frontera, mientras que entre 500 y 600 fueron ejecutados por soldados polacos. La última resistencia en las montañas de los Cárpatos fue eliminada el 18 de marzo.
La campaña de invasión fue un éxito, pero también demostró que el ejército húngaro aún no estaba listo para una guerra total. Las desventajas impuestas por el Tratado de Trianon eran claramente visibles, pero la moral y el espíritu nacionalista de los soldados y la población civil eran altos, lo que también era importante para construir un ejército nacional fuerte.
La invasión húngara fue seguida por unas pocas semanas de terror en las que más de 27 000 personas fueron asesinadas a tiros sin juicio ni investigación. Más de 75 000 ucranianos decidieron buscar asilo en la URSS; de esos, casi 60 000 supuestamente murieron en los campos de prisioneros del Gulag.

### Segunda Guerra Mundial y secuelas
En total, entre 1939 y 1944 perecieron 80 000 ucranianos de los Cárpatos.
Tras la ocupación alemana de Hungría en marzo de 1944, Adolf Eichmann supervisó la deportación de casi toda la población judía húngara; pocos sobrevivieron al Holocausto. Al concluir la batalla del paso de Dukla el 28 de octubre de 1944, la Unión Soviética había hecho retroceder a los alemanes y húngaros y había ocupado los Cárpatos de Rutenia y el resto de Ucrania occidental. El control de la Rutenia de los Cárpatos, por lo tanto, "nominalmente" volvió a Checoslovaquia. La delegación del gobierno checoslovaco en el exilio, encabezada por el ministro František Němec, llegó a Khustpara establecer la administración checoslovaca provisional, de acuerdo con los tratados entre el gobierno soviético y checoslovaco ese año.
Sin embargo, después de unas pocas semanas, por razones que aún no están claras, el Ejército Rojo y el Comisariado del Pueblo para Asuntos Internos comenzaron a obstruir el trabajo de la delegación y finalmente se estableció en Mukachevo un títere "Comité Nacional de Transcarpato-Ucrania" bajo la protección del Ejército Rojo. El 26 de noviembre, este comité, dirigido por Iván Ivánovich Turyanitsa, un rusino que había desertado del ejército checoslovaco, proclamó la "voluntad del pueblo ucraniano" de separarse de Checoslovaquia y unirse a la República Socialista Soviética de Ucrania. Después de dos meses de conflicto y negociaciones infructuosas, la delegación del gobierno checoslovaco partió de Khust el 1 de febrero de 1945, dejando a los Cárpatos-Ucrania bajo control soviético.
La Unión Soviética ejerció presión sobre Checoslovaquia, y el 29 de junio de 1945, los dos países firmaron un tratado, cediendo oficialmente Carpatho-Ruthenia a la URSS. En 1946, el área se convirtió en parte de la República Socialista Soviética de Ucrania como el óblast de Zakarpatia.